# 雛見沢村

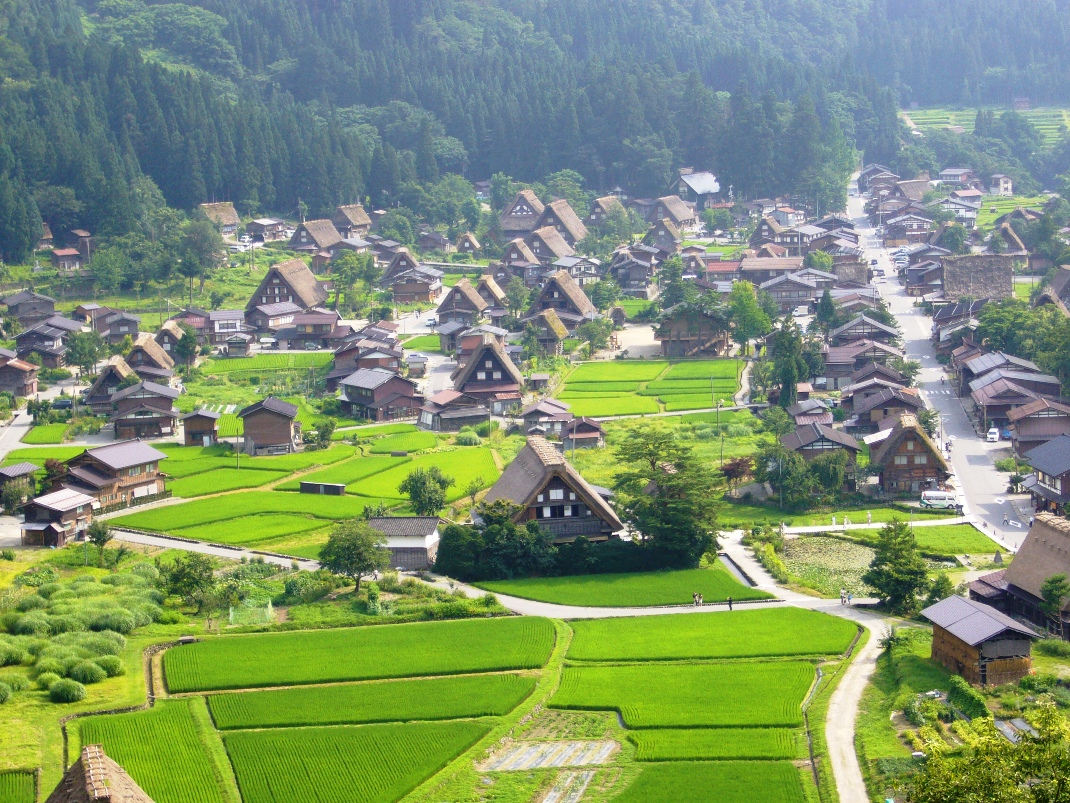
『ひぐらしのなく頃に』で風景の撮影場所となった白川郷の合掌集落（岐阜県大野郡白川村）

雛見沢村（ひなみざわむら）は、07th Expansion製作の連作サウンドノベル『ひぐらしのなく頃に』の舞台として設定された架空の村落である。時代設定は昭和58年（1983年）であり、雛見沢には古くから続く村社会特有の風習が残されている。
山奥の寒村で人口は約2000人。豊かな自然環境を持つ。被差別村落であったことや、村を沈めることになるダム建設計画に村ぐるみで反対運動をおこなった経緯から、村人間の連帯は弱くない。古い風習により村の運営は御三家とよばれる一族の合議で定められる。とくに、その一つ園崎家が政治面、経済面で主導権を握り、実質的に村を支配している。
神社の祭神、オヤシロさまへの信仰が村人に浸透している。過去4年連続で、毎年一人死に、一人が消える連続怪死事件が起きており、その被害者はみな村の敵とみなされうる人物であったことから、村人はオヤシロさまの祟りとして畏れている。
園崎家の支配や祟りへの畏れから生まれた疑心暗鬼が5年目の事件に深く関わってくることになる。『ひぐらしのなく頃に』ではこの5年目の事件の顛末が描かれる。物語は本編8編と追加の作品群からなり、各編は同じ場所、同じ時間で異なる展開・結末となる事件を描くが、一部を除き事件は多くの謎を抱えたまま迷宮入りとなる。

## 地理
- 雛見沢村とは、××県[注釈 1]鹿骨市（ししぼねし）の外れ、山と森林で他地区から隔絶されたいくつかの集落をまとめて呼ぶ通称である。単に雛見沢とも呼ぶ。
- かつて独立した村であり、今でも雛見沢村と呼ばれる。しかし現在は鹿骨市の一部であり、このため行政上は雛見沢地区とも呼称する。
- 人口合計二千人に満たない寒村であり、岐阜県との県境の近くに所在する。谷底に集落が散在し、周囲は深い山林に囲まれる。豊かな自然に恵まれている。
- 日本海側に近い内陸の豪雪地帯で、鬼ヶ淵という沼を源とする小川が形成した谷に位置する。
- 雛見沢地区から急な坂を下ったところに興宮地区があり、生活物資の購入などは主にそちらで行われている。
- 雛見沢地区よりさらに山中に高津戸、谷河内といった地区があるが人家はほとんどみられない。

## 歴史
- 古くは「鬼ヶ淵村」と呼ばれ、地獄を追い出された人食い鬼が村人を襲ったが「オヤシロさま」と呼ばれる神の仲裁で鬼と人間が共棲する道を選んだことで、オヤシロさまは鬼たちに人の姿を与えて自らも地上へと残る。そして時代を経ることで鬼たちは村人たちと同化し、鬼ヶ淵村の祖先となっていったという伝承がある[2]。
- 江戸末期まで村人たちは麓の街に住む人々から「鬼ヶ淵村に住む人間は鬼の血を引いた誇り高き仙人」であると認識され、かつ「鬼が住む里」として恐れられ信仰の対象となる[2]。
- 別の伝説によると、村民は自らをその鬼と人との血が交わった末裔だと自称して下界との交流を断ち、定期的に下界の村を襲って生贄を求めてきたともいう。
- 明治維新後に、政府の方針により「雛見沢村」と改称されるが、それが逆に差別の対象となってしまい、衰退していった。
- 第二次世界大戦後、「御三家」の一つ・園崎家の出である園崎宗平が闇市で財を成し、その財を元に近代化を進めるが宗平は後に「人肉缶詰疑惑」と呼ばれる醜聞に晒された。
- 昭和50年代に入り、「鬼ヶ淵村のように雛見沢を再び崇められる神聖な存在」にしようする機運が村で高まる。同時に村の全域を水没させる形でのダム建設計画が持ち上がるが、園崎家のお魎をはじめとした住民の多くは「鬼ヶ淵死守同盟」を組織し、大規模なデモ運動を起こした。こうした運動を起こしていく中で、同盟はマル暴扱いされ、多くの逮捕者を出していくが、それと同時に建設大臣であった犬飼の下に陳情･直訴する。しかし、その同盟から北条夫妻をはじめとした一派はダム誘致派へと転向し、裏切り者として見られるようになっていたが、古手家の当主である古手神社の神主は彼らを保護した。だがその間、犬飼の孫である寿樹が誘拐される事件や後述のバラバラ殺人事件などの怪事件が起こったことで、犬飼はダムの建設計画を凍結することを決めた。
- 昭和53年 反対運動の最盛期。第4話「暇潰し編」のみこの時代が舞台。
- 昭和54年6月 ダム建設の現場監督がバラバラ殺人事件に遭い、他の作業員のうち一人が行方不明となる。
- 昭和55年6月 ダム誘致派であった北条夫妻が旅先の自然公園の展望台から転落。夫は死亡し妻は行方不明となる。
- 昭和56年6月 ダム誘致派の北条夫妻を擁護した古手家の当主が原因不明の病に侵され急逝し、妻も鬼ヶ淵沼へと入水自殺する。
- 昭和57年6月 北条夫妻の縁者であった北条玉枝が何者かによって撲殺され、後に麻薬中毒患者の男が真犯人として逮捕されるが、取調べを受ける前に留置所内で死亡する。
- 昭和58年 『ひぐらしのなく頃に』の本編。
- 昭和58年6月21日深夜から翌22日未明にかけて、大規模なガス災害が発生し村人は全滅した。ただし祟殺し編で雛見沢にいたはずの圭一は被害に遭わなかった（綿流し編・目明し編・祭囃し編を除く）。旧村域は厳重に閉鎖されたが、約20年後に解除された。
- 平成18年、週刊誌の記事で心霊スポットとして取り上げられ再び注目を集めている（宵越し編）。

以下、作品の舞台となる昭和58年の雛見沢村について記述する。

## 行政

### 自治体
- 昭和50年代前半までに鹿骨市へ編入合併されたと思われ、少なくとも1983年の時点において独立した地方行政組織は持っていない、いわゆる字（あざ）である。
- 村長は、戦後に公選制が導入されて以後も「御三家」の一つである公由家からの無投票による世襲が続けられてきた。鹿骨市への編入以後は雛見沢連合町会の会長となる。以後も慣習的に「村長」と呼称する。
- 村としての意思決定は御三家の合議によるが、実質は経済力・政治力とも圧倒的な園崎家頭首が主導。
- 旧ダム建設現場跡地を中心に産業廃棄物の不法投棄が大きな問題となっている。

### 医療

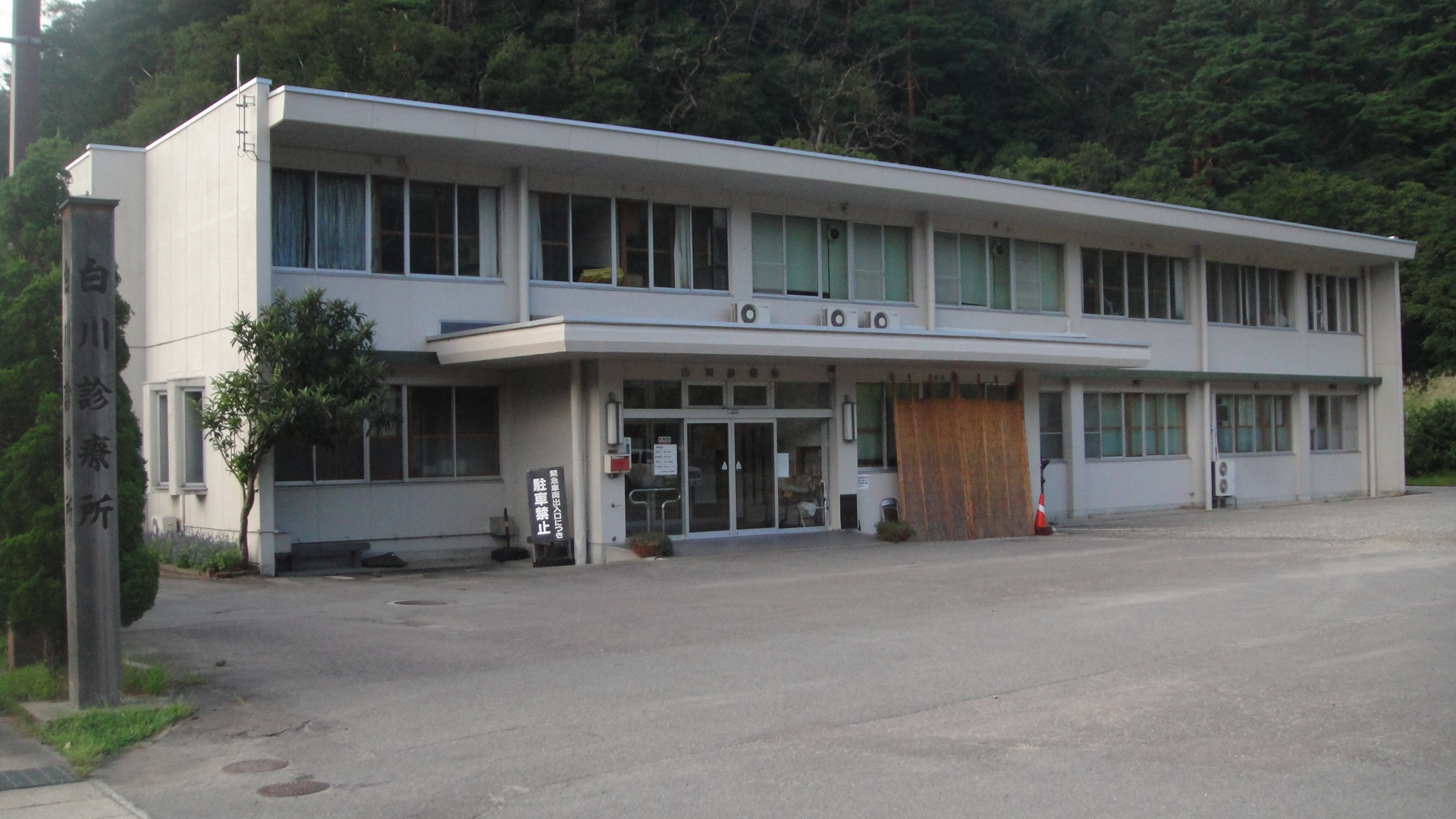
入江診療所のモデルとなった白川診療所（平成27年6月に取り壊しとなり、跡地はバスターミナルとなった）。

入江診療所
雛見沢での唯一の診療施設。外来以外にも入江本人が往診に向かう場合もある。所長の入江京介の他、複数名の医師が勤める。また、鷹野三四はこの診療所の看護婦である。

### 教育
雛見沢分校
興宮（おきのみや）の公立学校分校。教員は校長と知恵留美子の2名のみ。施設は営林署の建物を間借りしている。小・中学校併設のいわゆる義務教育学校である（中・高併設との説あり）。教育委員会より放任されているらしい。
制服などの決まりは特になく、魅音らはあるルートで仕入れた中古制服の中から、気に入ったデザインのものを自主的に着ている。圭一は前の学校の制服をそのまま着ている。

### 警察
- ダム建設の中止後に三年連続で綿流し祭の当日に殺人･失踪事件が起こった（雛見沢連続怪死事件）。さらに二年連続したが、秘匿捜査となり公式に発表されていない。
- 上記事件には県警興宮署が地道な捜査を継続しているが、現場の強引な捜査方法に対する批判の声もあるといわれている。

## 経済

### 産業
- 農業・林業などの第一次産業がほとんどを占め、第二次産業・第三次産業の従事者は大半が興宮へ通勤している。
- 観光は未発達で、特に宿泊施設が村内に存在しないため興宮のホテルを利用する必要がある（暇潰し編）。
- 郊外に採石場が存在したが、現在は企業の倒産により採石作業は行われていない（猫殺し編）。
- 村内に本家を構える園崎家は鹿骨市内の多くの企業に融資を行っており、その経済的影響力は広範。

### 交通
- 鉄道は通っておらず、隣接する興宮地区の中心駅である興宮駅が最寄り駅。
- 1970年代末までは鉄道系のバス会社による路線バスが運行されていたが、利用者が少なくなったことから廃止されている。
- 幹線道路は県道のみ開通しており、国道は通っていない。大災害以前は、地元の県議会議員や市議会議員を中心に高速道路を通すための陳情も盛んに行われていた。

## 文化

### 名所・旧跡
鬼ヶ淵沼（おにがふちぬま）
地獄を追われた人食い鬼が這い出して来たという伝説の有る沼。オヤシロさまの祟りがあったときには生贄がこの沼に沈められたと言い伝えられる。上記の歴史にある惨事から、「人食い鬼の伝説」とは過去に発生した火山性ガスの噴出事故のことを指すと考えられる。
古手神社（ふるでじんじゃ）
「御三家」の一つである古手家の頭首が代々宮司を務める神社で祭神は「オヤシロさま」。創建年代は不明。毎年6月に「綿流し祭」が近郷からの来客も集め盛大に行われる。本殿以外にも境内には集会所が有り、かつては雛見沢村のダム反対運動の中心であった「鬼ヶ淵死守同盟」の本部が置かれていた。また、プレハブ小屋が梨花と沙都子の住まいとなっている。

### 宗教
- 古手神社の祭神、オヤシロさまへの信仰が村人一般に浸透している。
- 別項の綿流し祭には大人から子供まで多くの村人が参加し、古手家の後取り娘はオヤシロさまの生まれ変わりとして高齢層を中心に神聖視されている。
- その背景としては、いわゆる「雛見沢連続怪死事件とはオヤシロさまの祟りによるものである」という認識が村人の間で広まっていることと関連づけて論じられることが多い。実際、綿流し祭復興は怪死事件発生以後のことである。

### 祭事・催事
綿流し祭
毎年6月に行われる雛見沢村に伝わっている祭り。村から集めたふとんやドテラを、古手神社の巫女が祭儀用の鍬で切り裂いて、ふとんの綿を村人が川に流す「奉納演舞」と呼ばれている儀式が祭りの最後に行われる。古くに行なわれていた儀式では、鬼ヶ淵の仙人に攫われた人間が拘束台に縛り付けられ、その腹を割き、中の臟物（ワタ）を食らって川に流したことが起源とされている。古手神社の祭具殿にあった解剖道具はその名残であるとされる。近年までは、一部の村人しか祭りを行わないようになっていたが、ここ数年は盛大に行われるようになった。

### 地域活動
- 村内での近所づきあいはきわめて密接であり、村内の出来事は迅速に村人の間で噂として伝わるといわれる。これはダム反対運動における村内の団結と関連しているらしい。
- 雛見沢ファイターズという少年野球チームが存在し、興宮の野球グラウンドを借りて活動している。

## モデルとなった土地

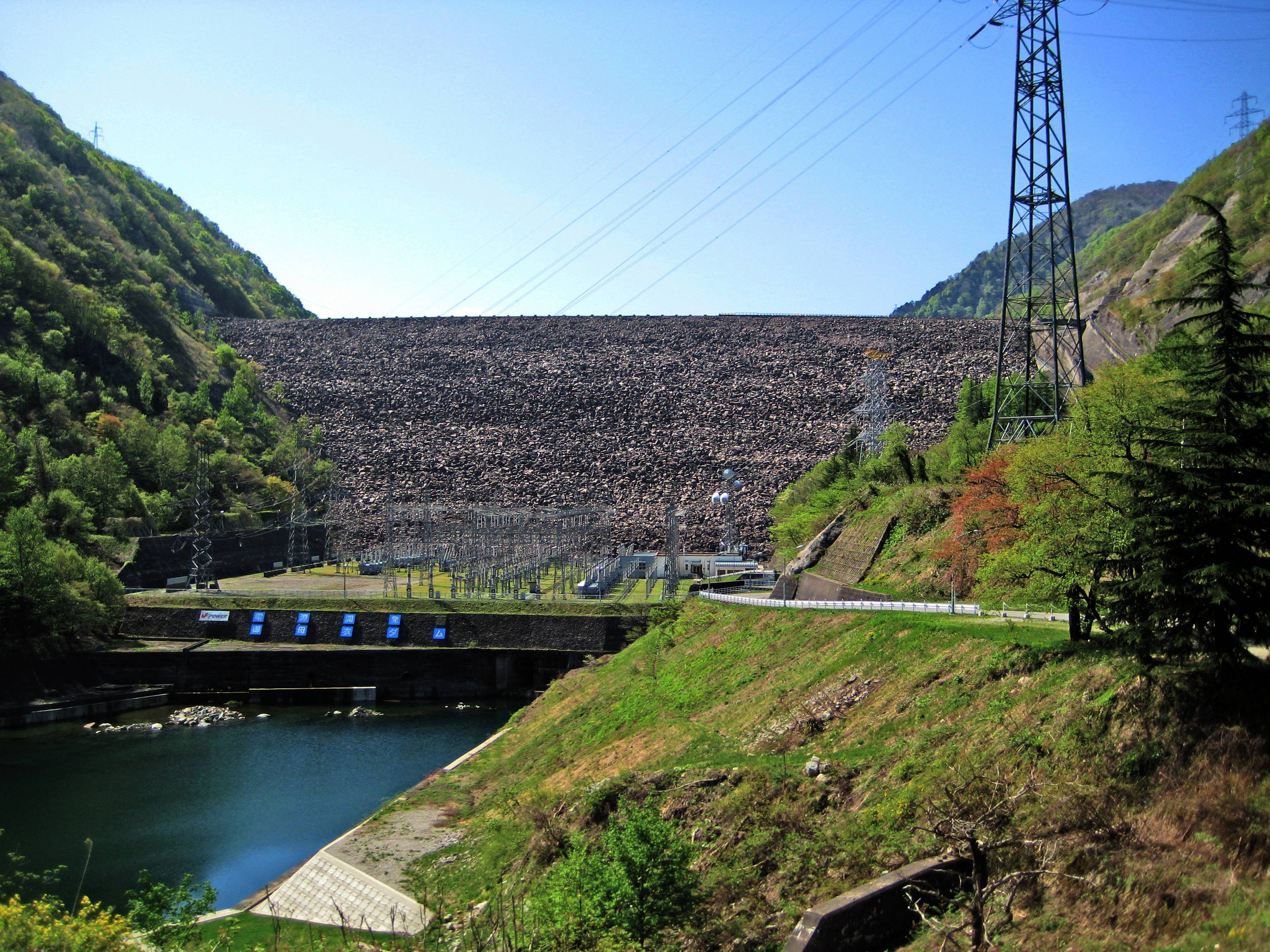
雛見沢ダム計画のモデルとなった庄川の御母衣ダム。東海地方・関西地方への電力供給を目的に建設されたが強い反対運動があった。

- 岐阜県大野郡白川村の白川郷がモデルとなっている[4]。このことに関し、白川郷住民からは殺人事件という題材の性質、実際の白川郷との相違点について否定的な反応もあった[5]
- 原作者竜騎士07は当初、世界遺産の白川郷・五箇山の合掌造り集落が白川村と富山県南砺市にまたがることから、白川郷も富山県に属すると思っていた[6]。作中で女性の焼死体が岐阜県内で発見された際、岐阜県が雛見沢村の属する「××県」の隣県のように語られたり、石川県が「××県」と同じ地方に属するように語られたりと、設定上雛見沢村が富山県側にあるような描写があるのはそのため。
- 古手神社のモデルは、白川村の白川八幡神社（境内および本殿）、飯島八幡神社（集会所および祭具殿）である。
- 雛見沢ダムやダム反対記念碑のモデルとなったのは白川村・高山市にまたがる電源開発の御母衣ダムである。当時白川村と荘川村の230戸が水没することで激しい建設反対運動があり、住民により「御母衣ダム絶対反対期成同盟死守会」が結成された。「鬼ヶ淵死守同盟」という組織名は死守会からきている[7]。なお死守会の実質的な指導者は女性であり、本編との類似性が見られる。
- 作中で出てくる「興宮」「鹿骨」「谷河内」「松本」「上一色」「宇喜田」といった地名が東京都江戸川区に実在の地名として存在する。
- 1986年、アフリカのカメルーンにあるニオス湖で雛見沢大災害に非常に類似した事件が発生し、1700人以上が死亡した。ニオス湖付近にあったニオス村は特に被害が酷く、住民1,200人中生存者はたったの6名。ニオス村は現在も立入禁止となっている。なお、このことについては作中でも罪滅し編Tipsにおいて言及されている。

### ギャラリー（白川村）

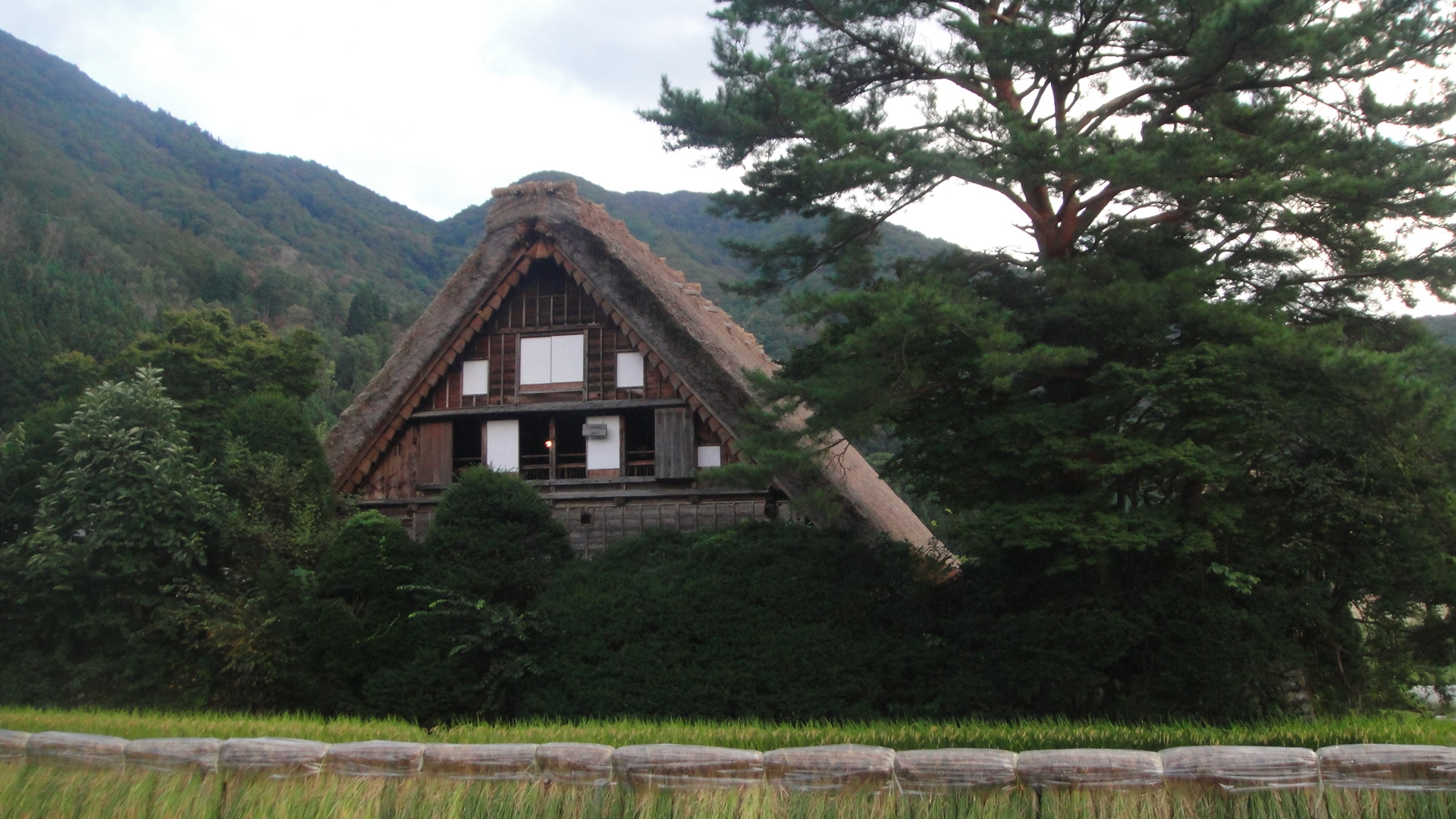
園崎家本家のモデルとなった和田家住宅
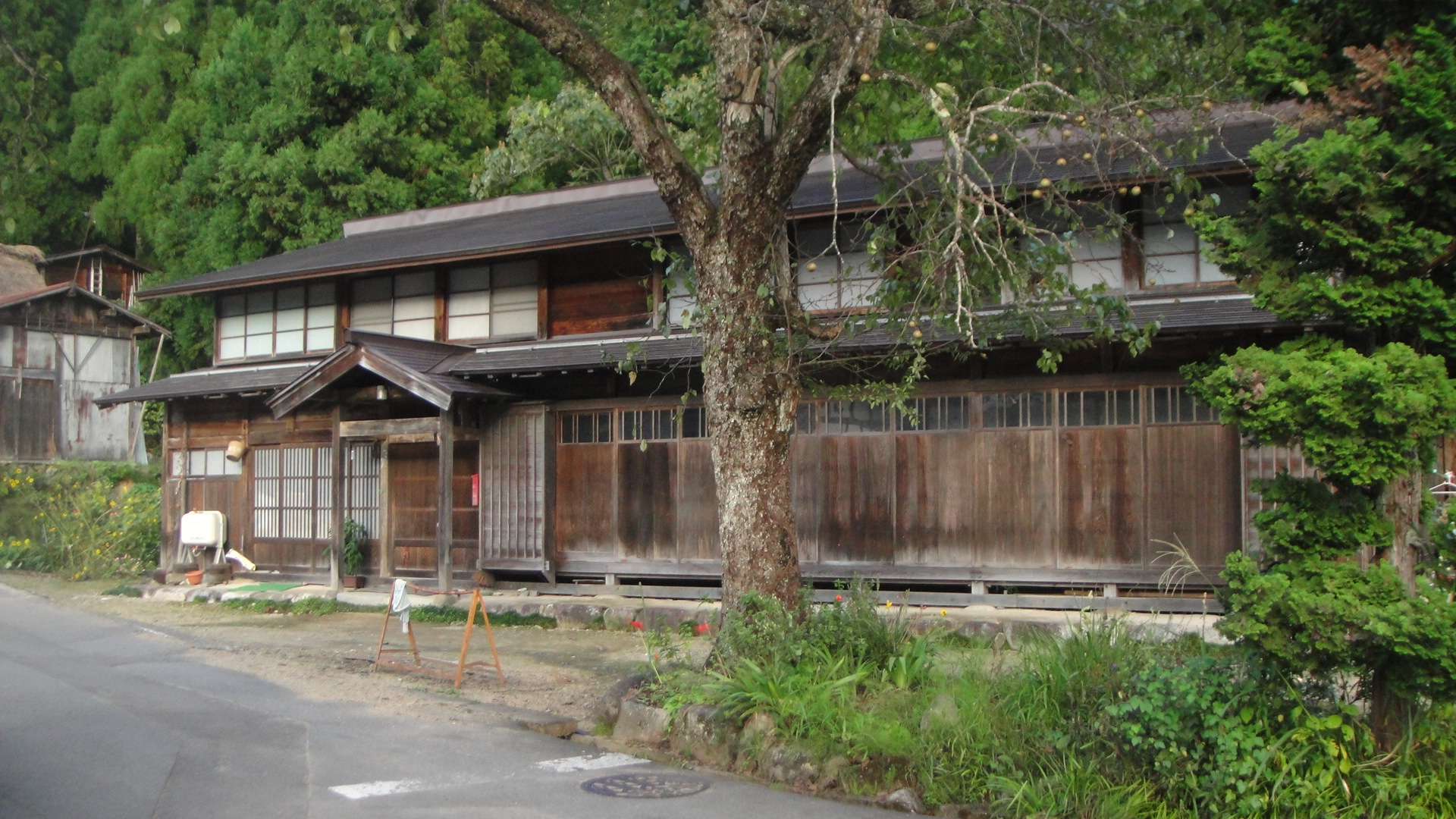
北条家のモデルとなった建物
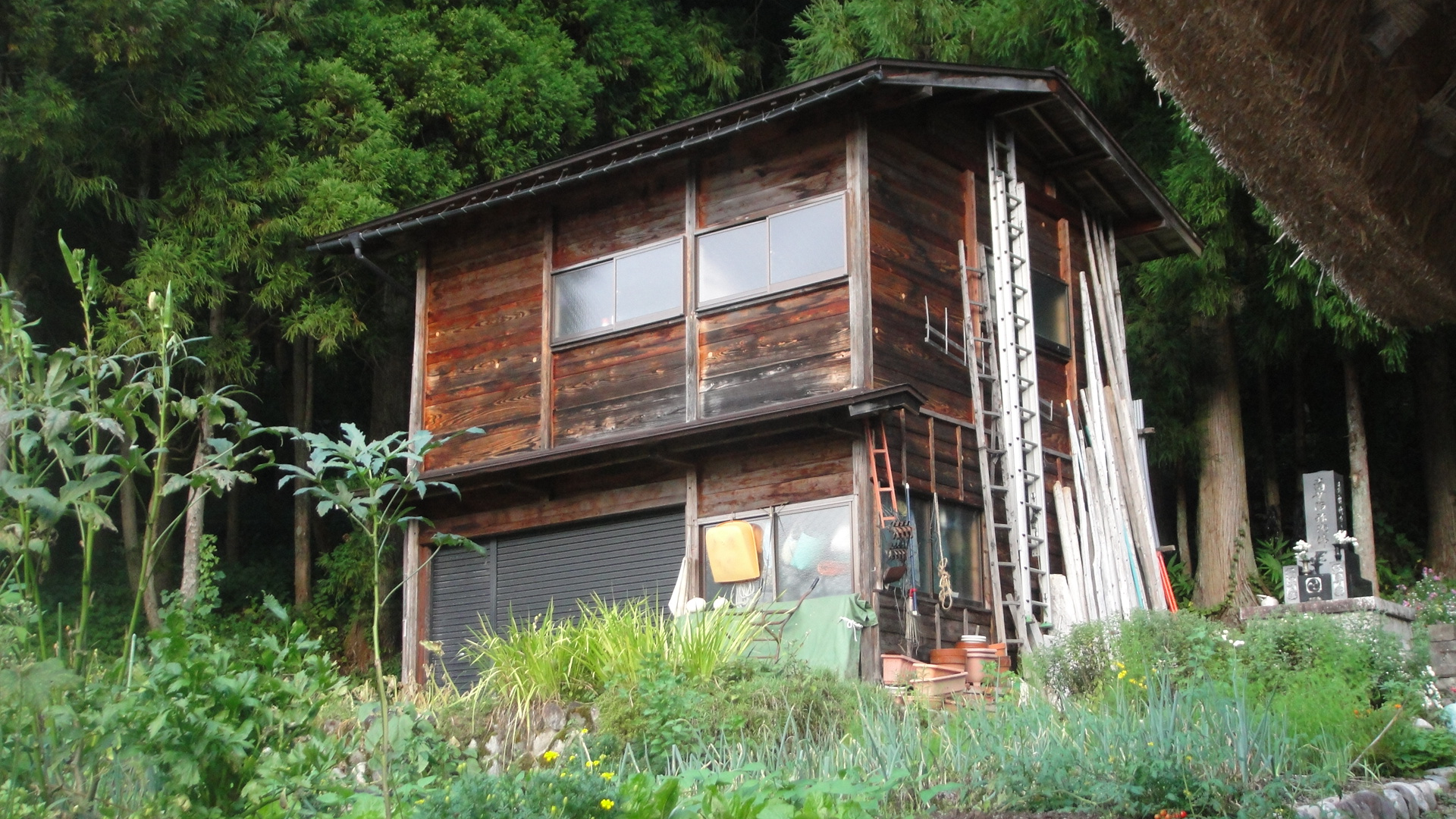
梨花と沙都子の住む小屋のモデルとなった建物
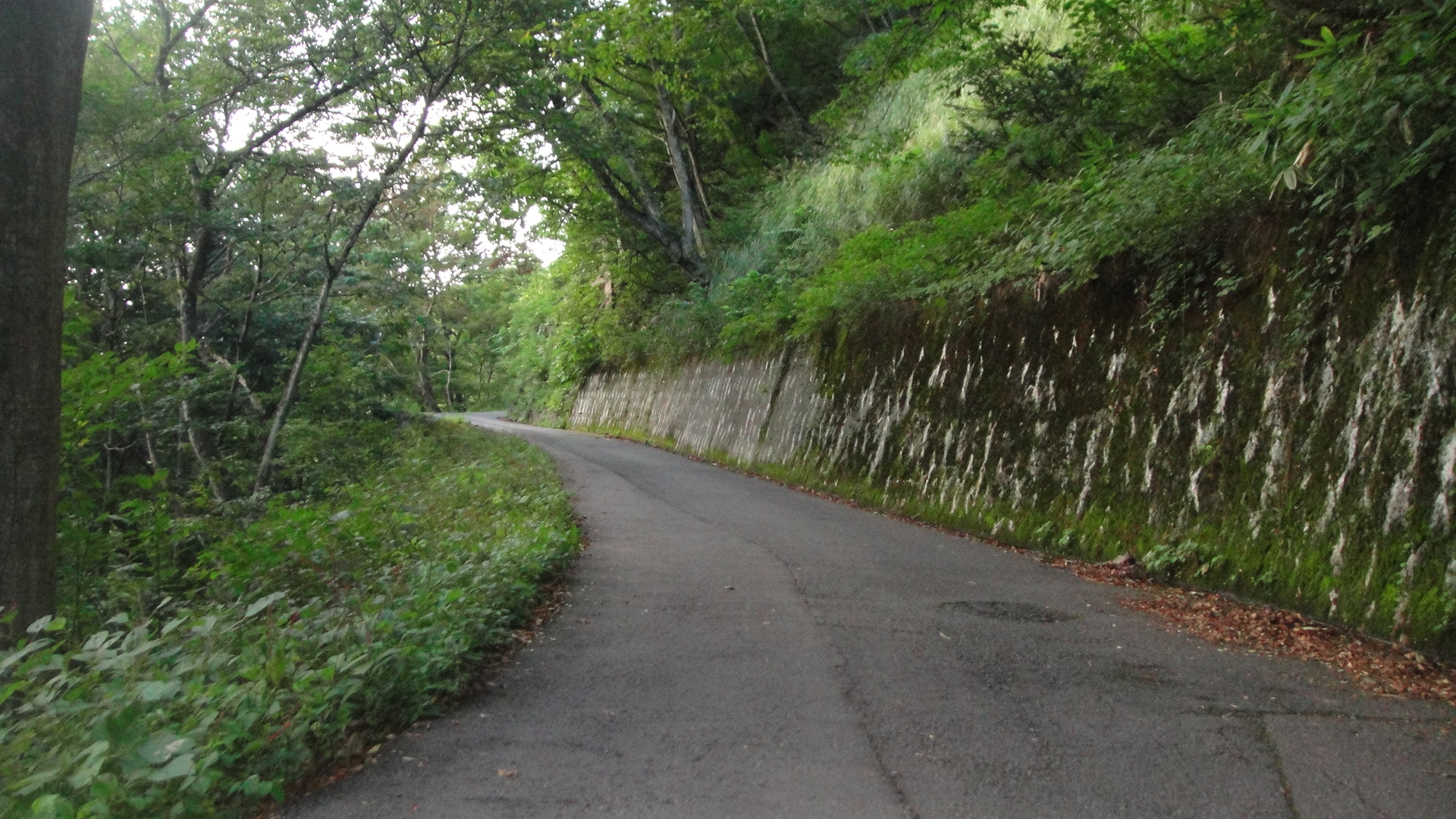
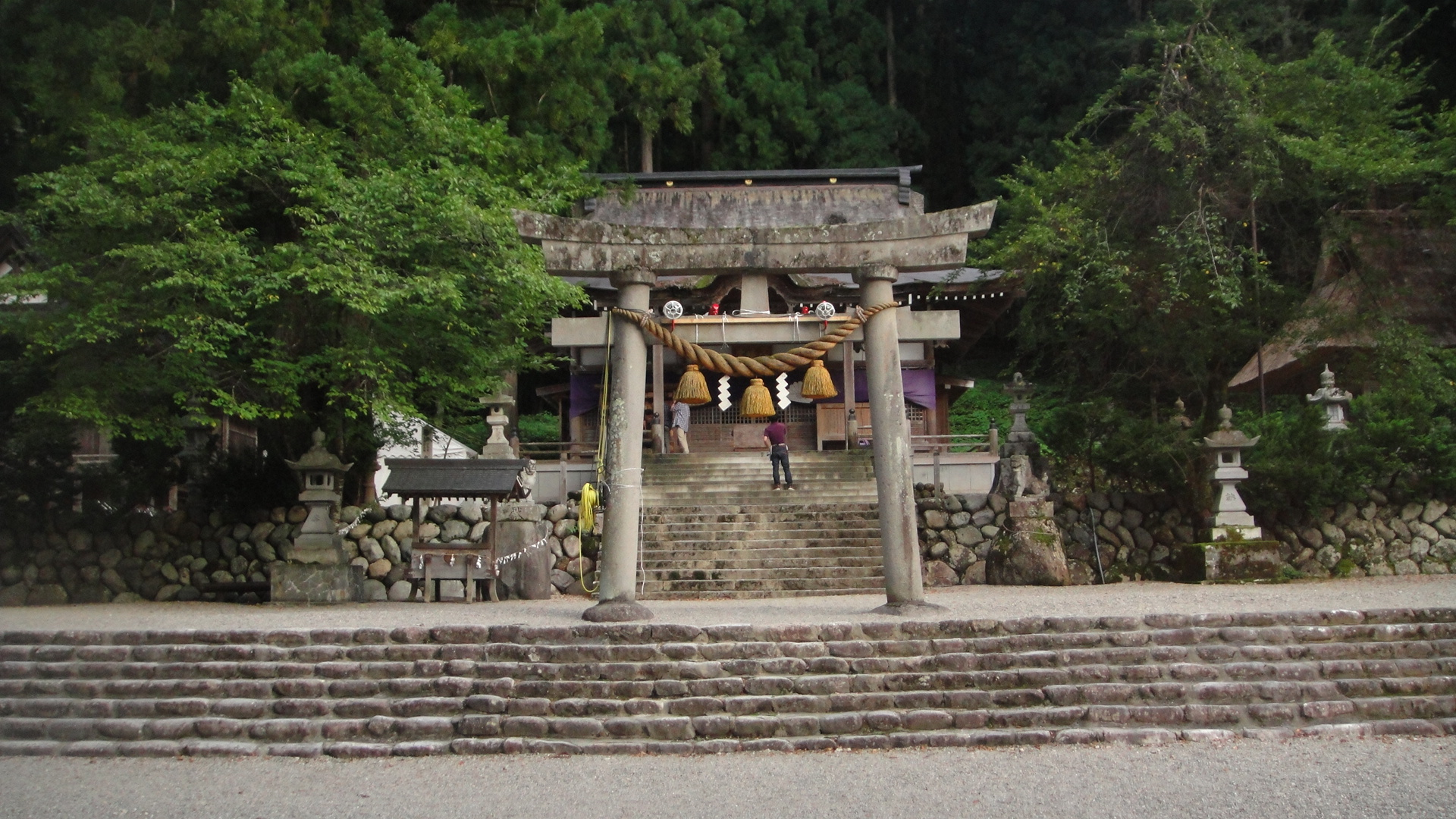
古手神社のモデルになった白川八幡神社
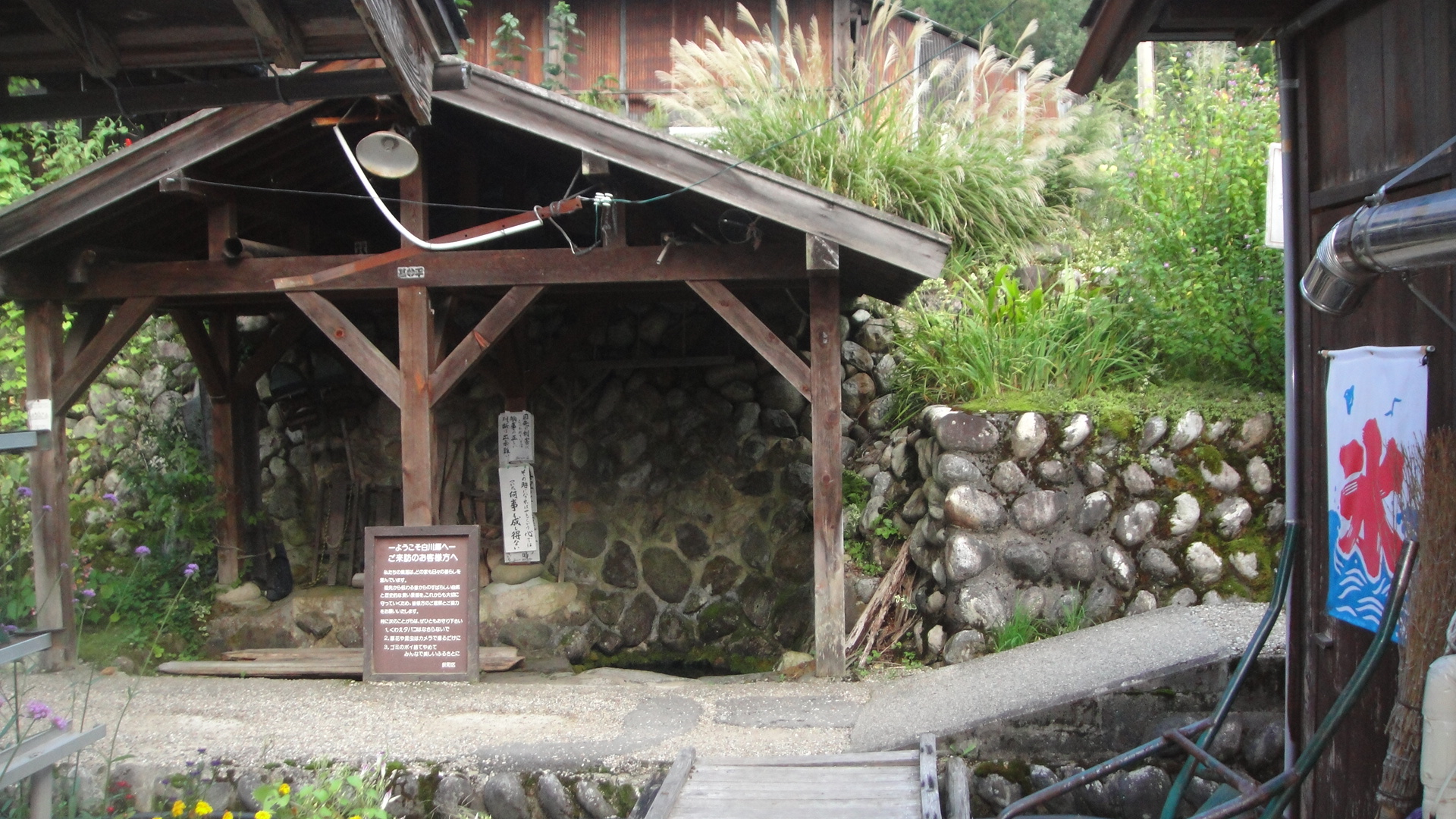
アニメのオープニングシーンにも登場する場所のモデル
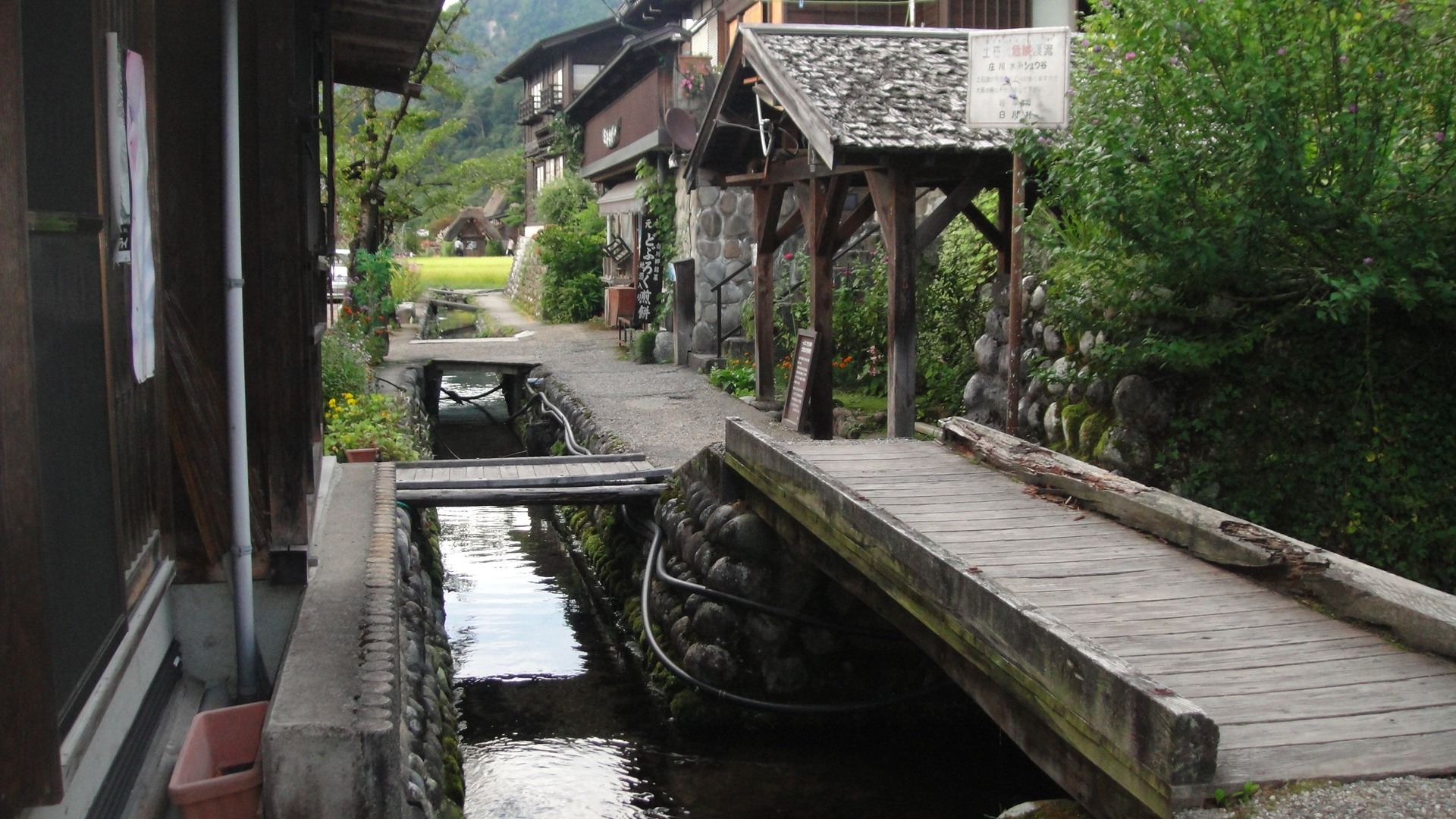
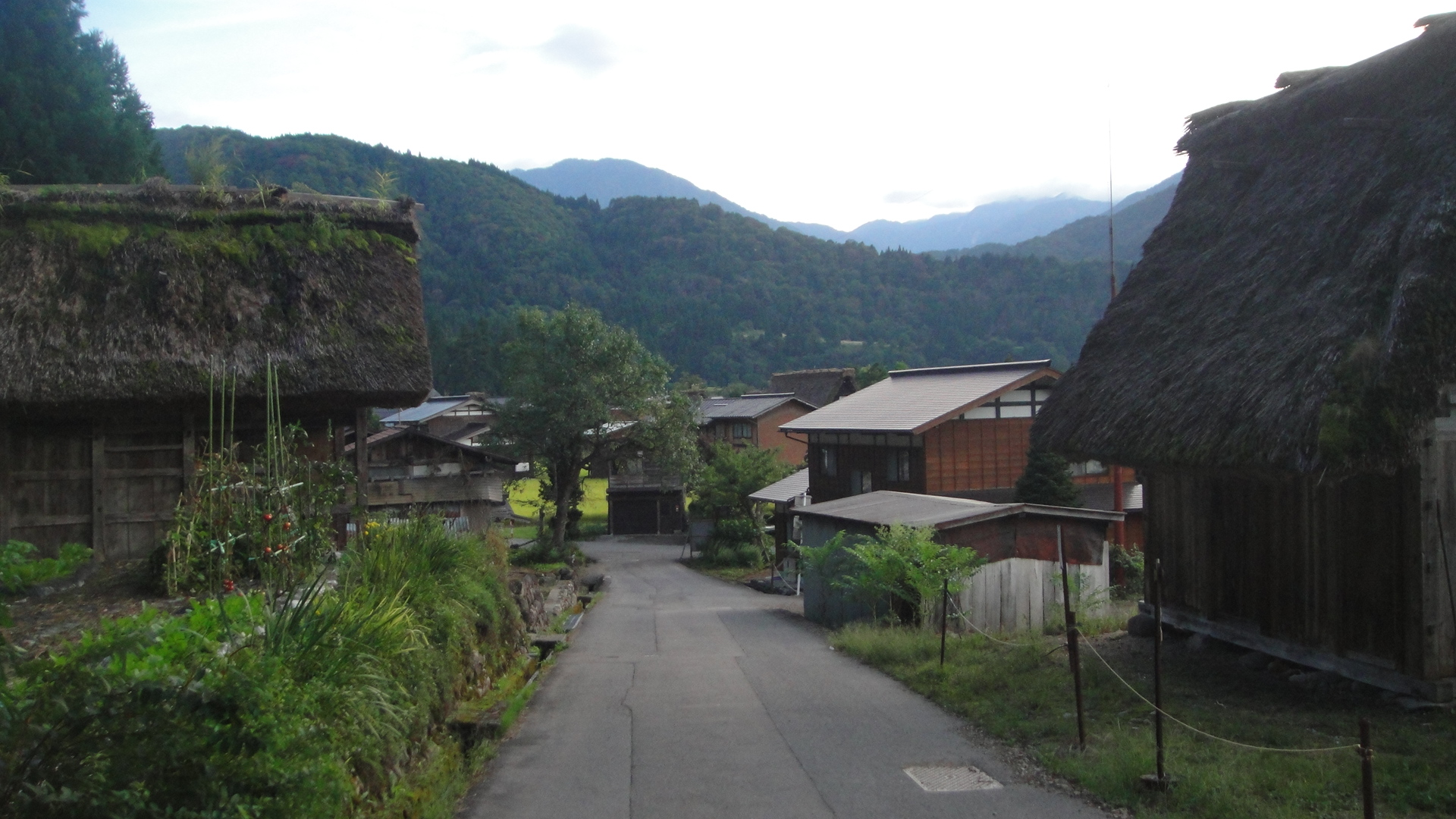